# 섬웨어 콰이어트
《섬웨어 콰이어트》(영어: Somewhere Quiet)는 2023년 공개된 미국의 심리 스릴러 영화이다. 올리비아 웨스트 로이드가 연출과 각본을 맡았다. 슬래셔 영화에 나오는 전형적인 인물인 소위 “마지막까지 살아남은 여성”(final girl)이 본 사건 뒤에 겪는 여파를 탐색한다.

## 줄거리
잔인한 납치 사건에서 생존한 메그는 평범하고 정상적인 생활로 돌아가려고 노력한다. 하지만 회복은 쉽지 않고 악몽이 반복되며 남편 스콧과의 관계도 위태로워진다.
스콧과 함께 그의 집안 부지가 있는 케이프코드에 가게 된 메그는 고압적인 태도를 지닌 스콧의 사촌 매들린도 그곳에 머물기로 했다는 걸 알게 된다. 메그는 지나치게 사이가 가까워 보이는 스콧과 매들린이 자신에게 뭔가를 숨기고 있음을 깨닫고 자신의 납치에 관한 진실을 알아내려 한다.

## 출연진
- 제니퍼 김 - 메그 로즈 역
- 켄터커 오들리 - 스콧 휘트먼 역
- 마린 아일랜드 - 매들린 휘트먼 역
- 미할 리처드슨 - 조 역